# 2004年美国总统选举
2004年美國總統選舉於2004年11月2日舉行，此次是美國第56屆總統選舉，同時眾議院全部435個席位及參議院33個議席也會進行改選以產生第109屆美國國會。選舉結果，共和黨總統候選人喬治·W·布什順利連任，同時贏得普選票及選舉人票。2005年1月6日選舉人投票結束，確定布什當選，於2005年1月20日宣誓就職。
這是2024年之前最後一次共和黨總統候選人同時贏得選舉人票及民選票的總統選舉；直至20年後，共和黨總統候選人唐納·川普在2024年美國總統選舉再次同時贏得選舉人票及民選票。
截至2024年，本次選舉是共和黨總統候選人最後一次在維吉尼亞州、科羅拉多州和新墨西哥州勝出。

## 結果
| 总统候选人                                                                         | 选举人票 | 普选票数   | 百分比 | 政党   | 竞选伙伴（选举人票数） |
| ---------------------------------------------------------------------------------- | -------- | ---------- | ------ | ------ | ---------------------- |
| 乔治·W·布什（胜）                                                                  | 286      | 62,040,610 | 50.7   | 共和党 | 理察·切尼              |
| 約翰·凱瑞                                                                          | 251      | 59,028,444 | 48.3   | 民主党 | 约翰·爱德华兹          |
| 拉尔夫·纳德                                                                        | 0        | 394,794    | 0.34   | 獨立   | Peter Miguel Camejo    |
| Michael Badnarik                                                                   | 0        | 377,792    | 0.33   | 自由党 | Richard Campagna       |
| Michael Peroutka                                                                   | 0        | 129,337    | 0.11   | 宪法党 | Chuck Baldwin          |
| 大衛·柯布                                                                          | 0        | 104,917    | 0.09   | 绿党   | Patricia LaMarche      |
| 總計                                                                               | 538      | -          | 100    |        |                        |
| 其他年度的总统选举：1988年，1992年，1996年，2000年，2004年，2008年，2012年，2016年 |          |            |        |        |                        |
| 来源：U.S. Office of the Federal Register（页面存档备份，存于）                    |          |            |        |        |                        |

## 候选人

### 共和党
候选人乔治·W·布什（时任美国总统）。
- 登记：
  - 乔治·W·布什（时任美国总统）
  - Edie Bukewihge

### 民主党
候选人约翰·克里（John Kerry）是在2004年美国民主党预选中选出。副总统候選人参议员约翰·爱德华兹（John Edwards）则由大会决定。
- 登记：
  - 约翰·克里（John Kerry），1985年起擔任聯邦參議員。
  - 丹尼斯·库钦奇（Dennis Kucinich），联邦众议员。
  - 阿爾·夏普頓牧师（Reverend Al Sharpton），
- 退出选举：
  - 参议员Bob Graham（2003年10月7日）
  - 前参议员卡罗尔·莫斯利·布劳恩（Carol Moseley Braun，2004年1月16日），转向支持霍华德·迪安（Howard Dean）
  - 众议员里查德·格普哈特（Richard Gephardt，2004年1月19日）
  - 参议员约瑟夫·利伯曼（Joseph Lieberman，2004年2月3日）
  - 韦斯利·克拉克上将（Wesley Clark，2004年2月11日），转向支持克里。
  - 前任佛蒙特州州长霍华德·迪安（Howard Dean，2004年2月18日）。
  - 约翰·爱德华兹（John Edwards, 2004年3月3日），1999年起擔任聯邦参议员。
- 表示不参加竞选：阿尔·戈尔（Al Gore）、希拉里·克林顿（Hillary Clinton），喬·拜登（Joe Biden），Tom Daschle，克里斯多夫·杜德，Gary Hart

### 自由意志党
2004年5月30日，於乔治亚州亚特兰大舉行的黨大會選出迈克尔·班纳瑞克（Michael Badnarik）為總統候選人。副總統候選人是Richard Campagna。在选举中得到0.32%的选票，略少于独立候选人Ralph Nader的0.36%，但比其他第三党总统候选人的得票总和还多。

### 绿党
2004年6月25日美国绿党在黨大會的第二輪選舉中選出David Cobb為總統候選人。副總統候選人是Pat LaMarche。

### 宪法党
2004年6月25日美国宪党提名Michael Peroutka參選總統和Chuck Baldwin參選副總統。

## 时间表

### 2002年
- 12月15日，前副总统戈尔宣布不会参加2004年总统竞选。[4]

### 2003年
- 1月2日：美国北卡罗来纳州民主党参议员约翰·爱德华兹表示他将参加2004年美国总统选举。
- 1月13日：前副总统戈尔的竞选伙伴约瑟夫·利伯曼表示他将参加2004年美国总统选举。
- 2月18日：前伊利諾伊州女参议员、民主党人卡罗尔·莫斯利·布劳恩表示她将参加2004年美国总统选举。
- 2月19日：民主党众议员里查德·格普哈特表示他将参加2004年美国总统选举。
- 5月6日：美国佛罗里达州民主党参议员格雷厄姆表示他将参加2004年美国总统选举。

### 2004年
- 1月15日：美国总统大选唯一一名女性竞选人卡罗尔·莫斯利·布劳恩表示退出总统选举。
- 1月19日：民主党2004年总统选举的首次政党基层会议将在爱荷华州99个县市的1993个选区同时举行，从而标志着美国大选初选的序幕正式拉开，它将和27日在新罕布什尔州举行的首次初选一道，成为影响今年总统选举重要的风向标。
- 1月20日：民主党党内总统候选人提名在爱荷华州的选举结束，此前未被看好的约翰·克里赢得该州选举的胜利，支持率为38%，而热门人选霍德华·迪安仅获18%，名列第三。而获得第四名的候选人里查德·格普哈特正式表示退出提名选举。
- 1月21日，美国总统小布什来到亚利桑纳州菲尼克斯市为总统竞选拉票。
- 1月27日，克里在新罕布什尔州中以38%的得票率赢得该州的初选胜利。[5]
- 1月29日：美国前总统比尔·克林顿在国会山会见民主党参议员后为克里辩护。
- 2月2日：由美国有线新闻网、“今日美国报”和盖洛普民意调查机构联合进行的一项最新民意调查显示，美国总统布什的支持率第一次跌破了50%。
- 2月3日：民主党参议员约翰·克里在密苏里州和特拉华州的民主党总统候选人初选中胜出；约翰·爱德华兹在其故乡南卡罗来纳州获得首场胜利。
- 2月3日：民主党总统候选人约瑟夫·利伯曼表示退出选举。
- 2月7日：民主党候选人约翰·克里在华盛顿州和密歇根州的党内初选中胜出。
- 2月9日：民主党候选人约翰·克里在缅因州的党内初选中胜出。
- 2月10日：民主党候选人约翰·克里在弗吉尼亚州和田纳西州的党内初选中胜出。
- 2月11日：民主党候选人克拉克表示将退出总统竞选。
- 2月14日：民主党候选人约翰·克里在内华达州和首都华盛顿的党内初选中胜出。
- 2月18日：民主党候选人前佛蒙特州州长迪安表示将退出总统竞选。
- 2月19日：工会组织劳联－产联表示将支持克里。
- 3月3日：民主党参议员约翰·爱德华兹于3月3日退出选举

## 2000年选举团改变情况
2000年的人口普查後，州份的眾議員人數會根據該州份的人口增減而調整，以確保符合人口比例。而州份派出的選舉人人數相等於該個州的眾議院議員及參議院議員人數總和，州份的選舉人人數因此而變動。由於2000年美国总统选举結果異常接近，選舉人人數的變動有可能影響2004年的選情。
下面的表格显示了从2000年以来选举团成员的改变情况。红色（+7）表示2000年布什获得胜利的州份，蓝色（-7）表示戈尔获胜的州份。
| - 亚利桑那州 (+2) - 加利福尼亚州 (+1) - 科罗拉多州 (+1) - 康涅狄格州 (-1) - 佛罗里达州 (+2) - 乔治亚州 (+2) - 伊利诺斯州 (-1) - 印第安纳州 (-1) - 密歇根州 (-1) | - 密西西比州 (-1) - 内华达州 (+1) - 纽约州 (-2) - 北卡罗来纳州 (+1) - 俄亥俄州 (-1) - 俄克拉荷马州 (-1) - 宾西法尼亚州 (-2) - 德克萨斯州 (+2) - 威斯康星州(-1) |

## 外部連結
1. ↑  . Presidency.ucsb.edu.   [2016-08-18]. （原始内容存档于2018-09-24）.
2. ↑  . NDTV.   [2024-11-06]. （原始内容存档于2024-11-06） （英语）.
3. ↑  . The Hill. 2024-11-06  [2024-11-06]. （原始内容存档于2024-11-08） （英语）.
4. ↑  .   [2014-02-26]. （原始内容存档于2005-01-13）.
5. ↑  .   [2004-02-02]. （原始内容存档于2004-02-07）.

### 2004总统选举网站链接
- E-Democracy.US Election 2004 Links

### 2004总统选举环球辩论与投票
- The world votes

### 选举新闻
- Associated Press news wire（页面存档备份，存于）
- Washington Post Election 2004 coverage（页面存档备份，存于）

### 新闻文章
- Green Party considers 2004 strategy[] - MSNBC, July 2003
- 新华社（页面存档备份，存于）